# Zone urbaine sensible
Zone urbaine sensible (svenska: Känsligt stadsområde) var beteckningen franska myndigheter använde om socialt utsatta områden i Frankrike åren 1996–2014. Zone urbane sensible bokstavsförkortas ZUS. De var 751 till antalet varav 718 i Frankrikes europeiska landområde och omfattade 4,5 miljoner människor eller 7% av landets befolkning.[källa behövs]
Beteckningen ersattes av quartiers prioritaires de la politique de la ville (QPV) 1 januari 2015.[källa behövs]